# Pilizetes sellnicki
Pilizetes sellnicki är en kvalsterart som beskrevs av Balogh 1958. Pilizetes sellnicki ingår i släktet Pilizetes och familjen Galumnidae. Inga underarter finns listade i Catalogue of Life.